# Tour of Victory
El Tour of Victory va ser una competició ciclista per etapes que es disputava a Turquia. Es va crear el 2007 amb el nom de Paths of Victory Tour, però ja no es va disputar l'any següent. El 2010, es va recuperar amb el nou nom però només va durar un any més. La cursa va formar part de l'UCI Europa Tour, amb una categoria 2.2.

## Palmarès
| Any                   | Vencedor      | Segon               | Tercer         |
| Paths of Victory Tour |               |                     |                |
| --------------------- | ------------- | ------------------- | -------------- |
| 2007                  | Zoltán Remák  | Svetoslav Tchanliev | Plamen Dimov   |
| 2008-2009             | No disputat   |                     |                |
| Tour of Victory       |               |                     |                |
| 2010                  | Mert Mutlu    | Mustafa Sayar       | Stefan Hristov |
| 2011                  | Nazim Bakırcı | Ali Rıza Tanrıverdi | Gökhan Hasta   |